# Hermonassa inconstans
Hermonassa inconstans är en fjärilsart som beskrevs av Alfred Ernest Wileman 1912. Hermonassa inconstans ingår i släktet Hermonassa och familjen nattflyn. Inga underarter finns listade i Catalogue of Life.